# Güler Duman
Güler Duman (Estambul, Turquía, 30 de junio de 1967) es una de las grandes artistas de la música popular turca. Cantante, compositora, presentadora de televisión y profesora de música.
Lanzó su primer álbum en 1980. Se convirtió en uno de las artistas turcos más vendidos. Ha estado enseñando música desde 1993 y tiene miles de estudiantes. Es uno de los nombres influyentes de la música folk turca.

## Biografía
Güler Duman nació el 30 de junio de 1967 en Estambul. Su ciudad natal es Erzurum. Comenzó a tocar el baglama a una edad temprana. Lanzó su primer álbum a la edad de 13 años en 1980. Lanzó nueve álbumes en solitario en la década de 1980. Lanzó cuatro álbumes a principios de la década de 1990. Abrió una escuela de música en Alemania en 1993 y comenzó a enseñar. Con el álbum Güler Duman '94 lanzado en 1994, su popularidad aumentó. Los tres álbumes lanzados entre 1994-1997 son los álbumes más vendidos de la música folk turca. Lanzó cuatro álbumes en la década de 2000.
Lanzó dos álbumes en solitario más en la década de 2010 y continuó su carrera. Además de álbumes en solitario, también ha aparecido en álbumes de colección. Presentó un programa de música entre 2013 y 2014. Es una de las maestras de la música popular turca.

## Discografía
- 1980: Dost Garip
- 1982: O Leyli Leyli
- 1984: Seher Yeli
- 1985: Mevlayı Seversen
- 1987: Misafir Geldim
- 1987: Nazlı Yara Küskünüm
- 1988: Kulluk Benim Olsun Sultanlık Senin
- 1988: Ya Dost
- 1990: Buldular Beni
- 1991: Gül Yüzlü Sevdiğim
- 1992: Duygu Pınarı (Vezrana)
- 1994: Güler Duman '94
- 1995: Bu Devran
- 1997: Öl Deseydin Ölmez miydim?
- 2002: Yolcuyum Bu Dağlarda
- 2009: Türküler Dile Geldi
- 2012: Yüreğimden Yüreğinize
- 2017: Yüreğimden Yüreğinize Sazım